# Kapitalistfarare
Kapitalistfarare (från kinesiska 走资派), nedsättande beteckning på borgerligt sinnade personer i Folkrepubliken Kina under kulturrevolutionen. Nära besläktat med begreppet kontrarevolutionär, men kan bara användas på kontrarevolutionärer i socialistiska länder, och inte på kontrarevolutionärer i kapitalistiska länder. 
Deng Xiaoping var en av dem som utpekades som kapitalistfarare under kulturrevolutionen, på grund av hans inriktning mot en marknadsanpassning av den kinesiska ekonomin. Han rehabiliterades dock, och blev senare de facto ledare för Folkrepubliken Kina efter Mao Zedongs död. Idag anser dock många maoister att rehabiliteringen av Deng var felaktig, och att Kina i och med hans politik slagit in på den "kapitalistiska vägen" som Mao varnade för när han kallade Deng för kapitalistfarare.